# Alícia d'Armènia
Alícia d'Armènia (1182 – m.després del 1234) fou senyora de Toron, que governà en el període del 1229 al 1236 com a primogènita del príncep Rubèn III d'Armènia Menor i de la seva esposa Isabel de Toron. Fou hereva de Toron i pretendent al tron del Regne d'Armènia Menor. Es casà tres vegades i, amb el segon matrimoni, esdevingué comtessa de Trípoli.

## Biografia

### Primers anys i primer matrimoni
Alícia era la gran de les dues filles que tingué el príncep Rubèn III i la seva esposa Isabel; la germana menor d'Alícia es deia Felipa. Quan el seu pare morí, ella tenia uns quatre o cinc anys. El pare abdicà i morí el 1187, i fou succeït pel seu germà Lleó II. Lleó actuà inicialment com a regent i tutor de les seves nebodes però acabà apartant-les de la successió mentre col·locava en el govern la seva pròpia descendència.
La seva mare morí en una data imprecisa, entre el 1192 i el 1229, llavors Alícia esdevingué l'hereva del senyoriu de Toron. En aquella època, Toron havia estat conquerit pels musulmans. Vers el 1189, Alícia i la seva germana Felipa van ser promeses en matrimoni: Alícia amb Hethum, senyor de Sasun i Felipa amb un fill del senyor de Sasun.
Les dues germanes es casaren aproximadament al mateix temps, el 1189. Pel maig del 1193, els seus esposos van ser assassinats. Les germanes són esmentades per Simbaci el Conestable el qual recull en els seus escrits els rumors que acusaven l'oncle de les noies, Lleó, d'aquests crims. Atès que Alícia només tenia onze anys i Felipa deu, és molt probable que els matrimonis no s'arribessin a consumar.

### Segon matrimoni
Alícia fou compromesa amb el comte Ramon IV de Trípoli, com a mitjà per portar la pau entre els parents que el comte tenia al Principat d'Antioquia i els parents d'ella al Regne d'Armènia Menor. Per casar-se demanaren permís al rei de Jerusalem Enric I, el qual consentí quan l'oncle d'Alícia alliberà al pare de Ramon, el príncep Bohemon III d'Antioquia. Alícia i Ramon es casaren vers el 1195. La parella estigué casada uns tres anys i llavors ell morí quan Alícia estava embarassada. Segons la crònica de Simbaci, s'acordà que el fill que nasqués d'aquest matrimoni seria el successor del rei d'Armènia, ja que Lleó no tenia fills mascles. Mesos després de la mort de Ramon, nasqué un nen al qual posaren per nom Ramon Rupen.
Després d'aquest naixement, el sogre d'Alícia l'envià de retorn a viure amb els parents d'Armènia. Això no obstant, Bohemon acceptà que Ramon Rupen seria el seu hereu. El 1201, Bohemon morí però, en l'últim moment se'n desdí de la seva paraula i nomenà successor al seu fill menor, Bohemon. Aquest fill, que ja era governant al Comtat de Trípoli es presentà a Antioquia, amb el suport dels templers, els hospitalers, genovesos i pisans a reclamar els seus drets. La guerra esclatà i el 1216, Bohemon fou enderrocat per Ramon Rupen, que tenia el suport militar de Lleó d'Armènia. Tanmateix, Bohemon no es donà per vençut i el 1219 tornà a recuperar el tron per la força.

### Tercer matrimoni i darrers anys
El 2 de maig del 1219, el rei Lleó morí i la corona quedà en mans de la seva filla menor, Isabel; sota regència d'Adam de Bagras, però aquest fou assassinat i el regent que el substituí fou Constantí de Barberon. Es formaren diverses faccions, uns a favor i altres en contra de posar la successió en mans d'Isabel; els que estaven en contra proposaven altres candidats. Sibil·la de Lusignan, mare d'Isabel, reclamà el dret a succeir el seu difunt marit, però Constantí l'havia exiliat. La filla gran de Lleó, Estefania, que estava casada amb el rei Joan de Jerusalem pressionà per ser ella o el seu fill els successors, però van morir sense prou suports. El 1219, Alícia demanà que el seu fill havia de ser considerat el successor i, per obtenir més suports, es casà el 1220 amb Vahram, senyor de Còricos.
El 1222, Constantí manà que matessin a Vahram, i Ramon Rupen també morí no se sap si en batalla o en captivitat després d'una batalla. Alícia estigué empresonada un temps i quan fou alliberada s'exilià. Ramon Roupen tingué una filla, Maria d'Antioquia i Armènia, que succeí a Alícia com a senyora de Toron i, també reclamà el tron d'Armènia, però no fou acceptada. Isabel fou llavors l'hereva legítima del tron.
Després del seu alliberament, Alícia visqué a Toron, en la regió de Palestina. Encara que havia heretat de la seva mare el títol, Toron havia estat en mans dels musulmans des del 1219, però fou recuperat amb el Tractat de Jaffa el 1229, just dos anys després que Al-Mu'azzam morís, l'11 de novembre del 1227, acord efectuat entre l'emperador Frederic II del Sacre Imperi Romanogermànic i el soldà Al-Kàmil ibn al-Àdil. Com que Toron havia estat venut el 1220 a l'Orde Teutònic, juntament amb uns altres territoris anomenats senyoriu de Joscelí, la propietat quedà en disputa entre aquests i Alícia. Finalment ella reeixí en la seva demanda davant la Haute Cour i Frederic II li assignà el senyoriu.
Alícia morí després de l'any 1234. Havia sobreviscut a tres marits, a la seva germana, al seu fill i al seu oncle. Toron passà a la seva neta Maria.